# Minh Hợp
Minh Hợp là một xã thuộc tỉnh Nghệ An, Việt Nam. Xã được hình thành trên cơ sở sáp nhập các xã Hạ Sơn, Văn Lợi và Minh Hợp của huyện Quỳ Hợp trong đợt Sáp nhập tỉnh thành Việt Nam 2025.

## Địa lý
Xã Minh Hợp có vị trí địa lý:
- Phía Đông giáp xã Tam Hợp và xã Nghĩa Khánh;
- Phía Nam giáp xã Tân Phú và xã Giai Xuân;
- Phía Tây giáp xã Quỳ Hợp và xã Mường Chọng;
- Phía Bắc giáp xã Tam Hợp.

Xã Minh Hợp có diện tích tự nhiên 159,97 km².

## Lịch sử
Năm 1958, Bộ tư lệnh Quân khu 4 đã điều động một số đơn vị quân đội thuộc quân khu đến khu vực này để xây dựng vùng kinh tế mới gồm Trung đoàn 812, Đoàn an dưỡng 79 và một số lực lượng của Trung đoàn 120. Ngày 22/12/1958 Nông trường Quân đội 6/1 được thành lập, ngày 01/01/1960 làm lễ hạ sao và sau đó đổi tên thành Nông trường Quốc doanh 3/2. Qua quá trình xây dựng và phát triển, lực lượng công nhân của Nông trường ngày càng tăng, các hộ gia đình cán bộ công nhân lần lượt được hình thành, tình hình xã hội của Nông trường ngày càng phát triển, sự ra đời của Chính quyền để thực hiện công tác quản lý Nhà nước là tất yếu!
Ngày 17/4/1965, Bộ Nội vụ ra Quyết định thành lập Ủy ban hành chính Thị trấn Nông trường 3/2 để thay Nông trường thực hiện một số chức năng quản lý Nhà nước, nhưng mọi sinh hoạt, hoạt động đều thuộc Đảng bộ Nông trường 3/2.
Mặc dù Ủy ban hành chính Thị trấn ra đời, nhưng chỉ có một bộ phận thường trực gọn nhẹ, các chức danh đều do cán bộ Nông trường kiêm nhiệm, các đoàn thể đều sinh hoạt trong các tổ chức quần chúng Nông trường.
Về tổ chức Đảng, thời kỳ đầu sinh hoạt chung với Đảng bộ Nông trường. Dần dần lực lượng hưu trí ngày càng đông, để tiện lợi và phù hợp với công tác lãnh đạo, Đảng uỷ bộ phận trực thuộc Đảng bộ nông trường được thành lập chủ yếu là lực lượng hưu trí.
Sau gần 30 năm xây dựng, Nông trường 3/2 ngày một phát triển mạnh trên các lĩnh vực kinh tế - xã hội. Để tiếp tục phát triển sản xuất đòi hỏi phải điều chỉnh lại quy mô cho phù hợp với trình độ quản lý kinh doanh. Năm 1985 Nông trường 3/2 được tách thành 2 Nông trường là 3/2 và Nông trường Xuân Thành trực thuộc liên hiệp các xí nghiệp Phủ Quỳ và cũng để phù hợp với công tác quản lý ở địa phương. Huyện Quỳ Hợp đã thành lập Đảng bộ Thị trấn 3/2 trực thuộc huyện uỷ, đồng thời UBND Thị trấn 3/2 thực hiện chức năng quản lý Nhà nước trên phạm vi địa giới của cả hai Nông trường.
Từ đây cả về hình thức tổ chức và nhiệm vụ chính trị bước đầu đã chuyển sang giai đoạn mới: Lãnh đạo, quản lý toàn diện trên các lĩnh vực kinh tế, xã hội, Quốc phòng, an ninh. Tuy nhiên vừa tách khỏi Đảng bộ Nông trường 3/2 nên còn gặp nhiều bất cập trong việc thực hiện nhiệm vụ chính trị, đời sống nhân dân còn gặp nhiều khó khăn.
Tháng 6 năm 1985, Đảng bộ Thị trấn 3/2 tiến hành Đại hội Đại biểu lần thứ nhất, Đại hội đã Quyết định các mục tiêu, nhiệm vụ cụ thể đó là Củng cố tổ chức, cán bộ, xây dựng hệ thống chính trị, đẩy mạnh phát triển kinh tế - xã hội.
Dưới sự lãnh đạo của Ban chấp hành Đảng bộ Thị trấn, sự quản lý điều hành của UBND, sự phối hợp của Mặt trận và các đoàn thể, Thị trấn 3/2 từng bước vững chắc trên con đường phát triển.
Ngày 25/11/1995, Thủ tướng Chính phủ ban hành Nghị định 83/CP về việc giải thể các Thị trấn Nông trường ở Miền Tây Phủ Quỳ - Nghệ An, thành lập các xã mới, Thị trấn 3/2 được giải thể để thành lập xã Minh Hợp, từ đây xã Minh Hợp được ra đời.
Xã Minh Hợp mới được thành lập có 3 dân tộc cùng sinh sống chung đó là dân tộc  Kinh, dân tộc Thổ và dân tộc Thái. Hệ thống chính trị bao gồm các tổ chức Đảng, Chính quyền, mặt trận và các đoàn thể cơ bản được giữ nguyên như Thị trấn 3/2 trước đó. Bắt đầu từ đây chức năng quản lý Nhà nước ở địa phương đã được hoàn chỉnh. Đảng bộ, Chính quyền, mặt trận và các đoàn thể đã được củng cố, hoàn thiện.
Ngày 16 tháng 6 năm 2025, xã Minh Hợp được thành lập theo Nghị quyết số 1678/NQ-UBTVQH15 của Ủy ban Thường vụ Quốc hội Việt Nam, ban hành ngày 16 tháng 6 năm 2025. Theo đó, sắp xếp toàn bộ diện tích tự nhiên, quy mô dân số của các xã Hạ Sơn, Văn Lợi và Minh Hợp thuộc huyện Quỳ Hợp trước đây thành một xã mới có tên gọi là xã Minh Hợp. Trước đó, theo Đề án sắp xếp đơn vị hành chính cấp xã tỉnh Nghệ An, xã này là xã Quỳ Hợp 7.
Sau sắp xếp xã có diện tích tự nhiên: 159,97 km², quy mô dân số: 21.276 người.

## Truyền thống
Trong suốt quá trình xây dựng và trưởng thành, các thế hệ cán bộ và nhân dân Minh Hợp đã có nhiều đóng góp xứng đáng trong công cuộc đấu tranh chống xâm lược, trong xây dựng và bảo vệ Tổ quốc. Toàn xã (cũ) có 45 liệt sĩ, 97 thương, bệnh binh. Phát huy truyền thống cha anh, trong sự nghiệp đổi mới và phát triển; dưới sự lãnh đạo của Đảng bộ, sự điều hành của chính quyền, sự phối hợp có hiệu quả của Ủy ban MTTQ và các tổ chức thành viên, cán bộ, Đảng viên, nhân dân Minh hợp luôn đoàn kết, nhất trí, đồng lòng, chung sức thi đua phát triển kinh tế - xã hội, xây dựng hệ thống chính trị vững mạnh, giữ vững quốc phòng an ninh. Trở thành một trong những xã có phong trào khá toàn diện trong nhiều năm liền, được các cấp, các ngành ghi nhận, đời sống vật chất, tinh thần của người dân ngày càng được nâng lên. Bộ mặt nông thôn mới đang đổi thay mỗi ngày trên quê hương Minh Hợp.
Phát huy truyền thống cách mạng với tinh thần đoàn kết, độc lập sáng tạo, ý chí tự cường, tranh thủ ngoại lực, phát huy nội lực. Đảng bộ và nhân dân các dân tộc xã Minh Hợp đã vượt qua mọi khó khăn thử thách vươn lên giành được nhiều kết quả quan trọng trên các lĩnh vực:

## Về phát triển kinh tế
Với định hướng cơ cấu nền kinh tế Nông lâm ngư nghiệp - Công nghiệp xây dựng – DVTM tổng giá trị sản xuất năm 2015 theo giá hiện hành là 481 tỷ đồng.
Về Nông lâm, ngư nghiệp: Nhân dân đã mạnh dạn áp dụng các tiến bộ KHKT, chuyển đổi cơ cấu cây trồng nhằm tăng năng suất trên 1 đơn vị diện tích. Mặt khác, tích cực cải tạo vườn tạp, đẩy mạnh chăn nuôi theo hướng hàng hóa. Trong những năm qua, sản xuất Nông, lâm nghiệp đã có bước phát triển mạnh, đã triển khai thực hiện đạt hiệu quả các mục tiêu phát triển kinh tế hộ gia đình, kinh tế trang trại. Với các cây trồng chủ lực là cây ăn quả, quýt và cây công nghiệp dài ngày Cao su, Chè. Trong đó diện tích, năng suất, sản lượng cam, quýt tăng mạnh với diện tích 1.276 ha, năng xuất bình quân từ 14 đến 15 tấn/ha, sản lượng đạt hàng trăm ngàn tấn, đã mang lại thu nhập cao cho người dân. Ngành chăn nuôi phát triển ổn định và theo hướng sản xuất hàng hóa.Giá trị sản xuất nông, lâm nghiệp năm 2015 ước đạt 223 tỷ đồng chiếm 46,4% tỷ trọng cơ cấu kinh tế.
Để đẩy mạnh phát triển kinh tế, xóa đói giảm nghèo, nâng cao thu nhập. Trong những năm qua các tổ chức tín dụng đã hỗ trợ hàng trăm hộ vay vốn phát triển, xuất khẩu lao động, mở rộng sản xuất, hỗ trợ xóa đói giảm nghèo với số tiền hàng trăm tỷ đồng; đặc biệt là nguồn vốn từ trong nội lực của nhân dân đầu tư cho phát triển kinh tế để nâng cao thu nhập hộ gia đình. Bên cạnh đó là có sự đóng góp của 2 công ty đóng trên địa bàn. Cùng với sự phát triển của công ty TNHH một thành viên nông công nghiệp 3/2 và Công ty TNHH hai thành viên nông nghiệp Xuân Thành đã tổ chức sản xuất, hoạt động có hiệu quả giúp tăng thu nhập cho người dân cũng như góp phần giải quyết  việc làm cơ bản cho người lao động trên địa bàn.
Về công nghiệp - Xây dựng: Trên địa bàn hiện nay có 12 Doanh nghiệp tư nhân kinh doanh các ngành nghề khai thác, chế biến đá, quặng, thiếc, xây dựng, thương mại, có 54 cơ sở sản xuất gia công các mặt hàng, mộc, cơ khí, hàn rèn, may mặc...và xưởng chế biến chè, cao su của 2 công ty  hoạt động có hiệu quả. Giá trị sản xuất năm 2015 ước đạt 140 tỷ chiếm 29,1% tỷ trọng cơ cấu kinh tế.
Về Dịch vụ - Thương mại hiện có 175 cơ sở DVTM đáp ứng nhu cầu hàng hoá phục vụ sản xuất, kinh doanh và đời sống nhân dân. Giá trị sản xuất năm 2015 ước đạt 118 tỷ chiếm 24,5% tỷ trọng cơ cấu kinh tế.
Nhờ phát huy các lợi thế về địa lý, đất đai, sự cần cù, sáng tạo trong lao động, các cơ chế chính sách của Nhà nước, nền kinh tế của xã nhà ngày càng phát triển vững chắc. Tăng trưởng kinh tế hàng năm đạt từ 14-15%, thu nhập bình quân đầu người năm 1995 đạt 2,5tr đ/người /năm, năm 2015 dự kiến đạt 26,7triệu đồng /người/ năm tăng gấp 10 lần so với năm 1995. Giá trị sản xuất năm 1995 đạt 21 tỷ 750 triệu đồng, năm 2015 dự kiến đạt 350 tỷ tăng gấp 10 lần so với 1995.
Bên cạnh phát triển kinh tế, lĩnh vực văn hóa xã hội có nhiều khởi sắc và đã đạt được những kết quả đó là:  từ 2 xóm được công nhận làng văn hoá năm 1999 đến nay đã có 20/21 xóm được công nhận đơn vị văn hoá đạt 95,2%, 21/21 xóm có nhà văn hóa đạt chuẩn, đảm bảo sinh hoạt cho nhân dân. Tỷ lệ gia đình văn hóa hàng năm đạt 85% trở lên; có 20/21 xóm giữ vững và phát huy tốt danh hiệu xóm văn hóa. 
Công tác giáo dục, khuyến học, khuyến tài được quan tâm. Chất lượng dạy và học ngày càng được nâng cao. Trên địa bàn xã có 5 trường học được quy hoạch và xây dựng tại trung tâm khu dân cư, thuận lợi cho học sinh đến trường gồm 2 trường mầm non, 2 trường tiểu học và 1 trường trung học cơ sở. Cả 5/5 trường học đạt chuẩn quốc gia và đơn vị văn hóa. Trẻ em đến tuổi đều được đến trường đạt 100%, hàng năm có nhiều trường đạt danh hiệu tiên tiến và Tập thể lao động xuất sắc, nhiều năm liền xã được công nhận xã đạt danh hiệu tiên tiến về công tác giáo dục.
Công tác chăm sóc sức khoẻ ban đầu cho nhân dân luôn được quan tâm chăm lo, đặc biệt các chương trình mục tiêu quốc gia về y tế đạt kết quả tốt. Thực hiện tốt các nhiệm vụ về nâng cao y đức, tinh thần thái độ phục vụ nhân dân, quyền lợi người dân tham gia BHYT được đảm bảo. Nâng cao chất lượng công tác chăm sóc sức khoẻ ban đầu cho nhân dân, vệ sinh môi trường trên địa bàn xã được chú trọng giảm thiểu dịch bệnh xảy ra. Sự quan tâm, chăm lo được ghi nhận bằng kết quả năm 2012 xã Minh Hợp được UBND tỉnh Nghệ An công nhận là xã đạt chuẩn Quốc gia về y tế giai đoạn 2010 - 2020.
Phát huy truyền thống, đạo lý "Uống nước nhớ nguồn", "Ăn quả nhớ người trồng cây", những năm qua, Đảng bộ, chính quyền và nhân dân xã Minh Hợp đã thực hiện tốt công tác chính sách " đền ơn đáp nghĩa",  ủng hộ các đồng bào bị thiên tai, lũ lụt, quỹ " vì người nghèo" được các cấp, các ngành quan tâm chăm lo, đây là sự tri ân, là một trong những nghĩa cử cao đẹp. Qua đó, đã phần nào sẻ chia những hy sinh, mất mát đối với các thân nhân gia đình liệt sĩ, các thương, bệnh binh, gia đình khó khăn, hoạn nạn… Đến nay trên địa bàn xã chỉ còn 76 hộ nghèo chiếm 2,85 %, đảm bảo an sinh xã hội, chăm lo cho các đối tượng chính sách, hỗ trợ cho người nghèo luôn thực hiện tốt, góp phần ổn định đời sống cho hộ nghèo và gia đình chính sách.
Bên cạnh đó, công tác vệ sinh môi trường được thực hiện nghiêm túc. Cùng với việc ban hành đề án thu gom và xử lý rác thải tập trung, đến nay xã Minh Hợp đảm bảo được môi trường trong lành, không để tình trạng ô nhiễm môi trường xảy ra; 100% hộ dân được sử dụng nước hợp vệ sinh; Nghĩa trang được xây dựng đúng theo quy hoạch và quản lý đúng quy chế.
Song song với việc phát triển kinh tế - xã hội, Công tác Quốc phòng luôn được chú trọng, thực hiện tốt nhiệm vụ quốc phòng – quân sự địa phương. Quán triệt và thực hiện nghiêm túc các Chỉ thị, Nghị quyết của cấp trên. Hàng năm tổ chức huấn luyện 100% đạt yêu cầu, trong đó có trên 85% khá, giỏi. Công tác xây dựng lực lượng dân quân hoàn thành 100% chỉ tiêu theo quy định. Hoàn thành chỉ tiêu giao quân năm hàng năm đạt 100%. Tổ chức diễn tập khu vực phòng thủ và chiến đấu trị an theo định kỳ đạt kết quả tốt. Phối hợp chặt chẽ với các cơ quan chức năng thực hiện tốt chính sách xã hội và chính sách hậu phương quân đội.
Công tác An ninh trật tự luôn là vấn đề được quan tâm, trong sự nghiệp đổi mới đất nước hiện nay, trải qua quá trình xây dựng, phấn đấu và trưởng thành lực lượng công an xã xác định rõ vai trò, nhiệm vụ của mình là lực lượng nòng cốt và làm công tác tham mưu cho Đảng, chính quyền về nhiệm vụ an ninh cũng như công tác bảo vệ an ninh trật tự - an toàn xã hội trong toàn xã. Thực hiện tốt công tác tuyên truyền phổ biến pháp luật, quản lý giáo dục thế hệ trẻ, làm tốt công tác hòa giải ở khu dân cư. Tham mưu và thực hiện tốt phong trào toàn dân bảo vệ An ninh tổ quốc.
Ngay từ đầu mới thành lập. Đảng bộ có 2 chi bộ với hơn 200 đảng viên, đến nay Đảng bộ xã có 532 Đảng viên sinh hoạt ở 27 chi bộ. Phát huy truyền thống Cách mạng, nền tảng của giai cấp công nhân, trong những năm qua, Đảng bộ xã Minh Hợp đoàn kết, đồng sức đồng lòng được nhân dân tin tưởng vào sự lãnh đạo của đảng. Đảng bộ đã đề ra chủ trương Nghị quyết sát đúng, tập trung lãnh đạo, chỉ đạo và đã đạt được kết quả to lớn như ngày hôm nay. Đảng bộ Minh Hợp trên dưới như một, thực sự là tấm gương cho mọi quần chúng noi theo, là nơi nhân dân gửi gắm niềm tin cậy. Nhiều năm năm liền đạt Trong sạch vững mạnh và trong sạch vững mạnh tiêu biểu.
 Mặt trận và các đoàn thể quần chúng có nhiều đổi mới về phương thức hoạt động. Phối hợp đẩy mạnh phong trào " Toàn dân đoàn kết xây dựng đời sống văn hoá ở khu dân cư". Phong trào toàn dân chung tay xây dựng nông thôn mới. Làm tốt công tác tuyên truyền chủ trương của Đảng, chính sách pháp luật của Nhà nước. Thực hiện tốt các cuộc vận động ủng hộ cho nhân dân và các tổ chức xã hội khác. Thường xuyên Chăm lo đời sống đoàn viên, hội viên đẩy mạnh phong trào phát triển kinh tế hộ gia đình, xoá đói giảm nghèo, Xây dựng gia đình ấm no bình đẳng tiến bộ, hạnh phúc, phòng chống các Tệ nạn xã hội, chăm lo đến sức khỏe, quyền lợi và nghĩa vụ của hội viên, đoàn viên. Hàng năm Mặt trận và các tổ chức đoàn thể được cấp trên xếp loại hoàn thành xuất sắc nhiệm vụ.
Trong 20 năm phấn đấu xây dựng và phát triển của cán bộ và nhân dân xã Minh Hợp đã được cấp trên ghi nhận là một trong những xã mạnh về chính trị, giàu về kinh tế, văn hóa xã hội phát triển, Quốc phòng an ninh luôn được giữ vững và đã được khẳng định đó là:
+ Ngày 8/ 02/ 2012 Chủ tịch UBND huyện Quỳ Hợp đã ký quyết định số 124/QĐ-UBND về việc công nhận xã Minh Hợp đạt chuẩn văn hóa năm 2011.
+ Niềm vui đó càng được nhân lên khi xã Minh Hợp được UBND Tỉnh Nghệ An ban hành Quyết định số 3329 ngày 3/ 8/ 2015 về việc công nhận xã Minh Hợp đạt chuẩn Quốc gia nông thôn mới. Đây là niềm vinh dự, tự hào của đảng bộ và nhân dân các dân tộc xã nhà.
Kỷ niệm 20 năm xã Minh Hợp xây dựng và phát triển, đồng thời ôn lại truyền thống 50 năm xây dựng và trưởng thành, chúng ta càng tự hào với các thế hệ cha anh đi trước, những người đã hy sinh cả tuổi thanh xuân, không tiếc mồ hôi, công sức và cả xương máu của mình để biến vùng đất Phủ Quỳ "Rừng thiêng nước độc" xưa kia thành mảnh đất màu mỡ mạnh giàu như hôm nay, chúng tôi, những thế hệ hôm nay nối tiếp phát huy truyền thống cha anh, nguyện đem hết tài năng trí tuệ của mình xây dựng Minh Hợp ngày càng phát triển